# 中华人民共和国公民出入国境通行证

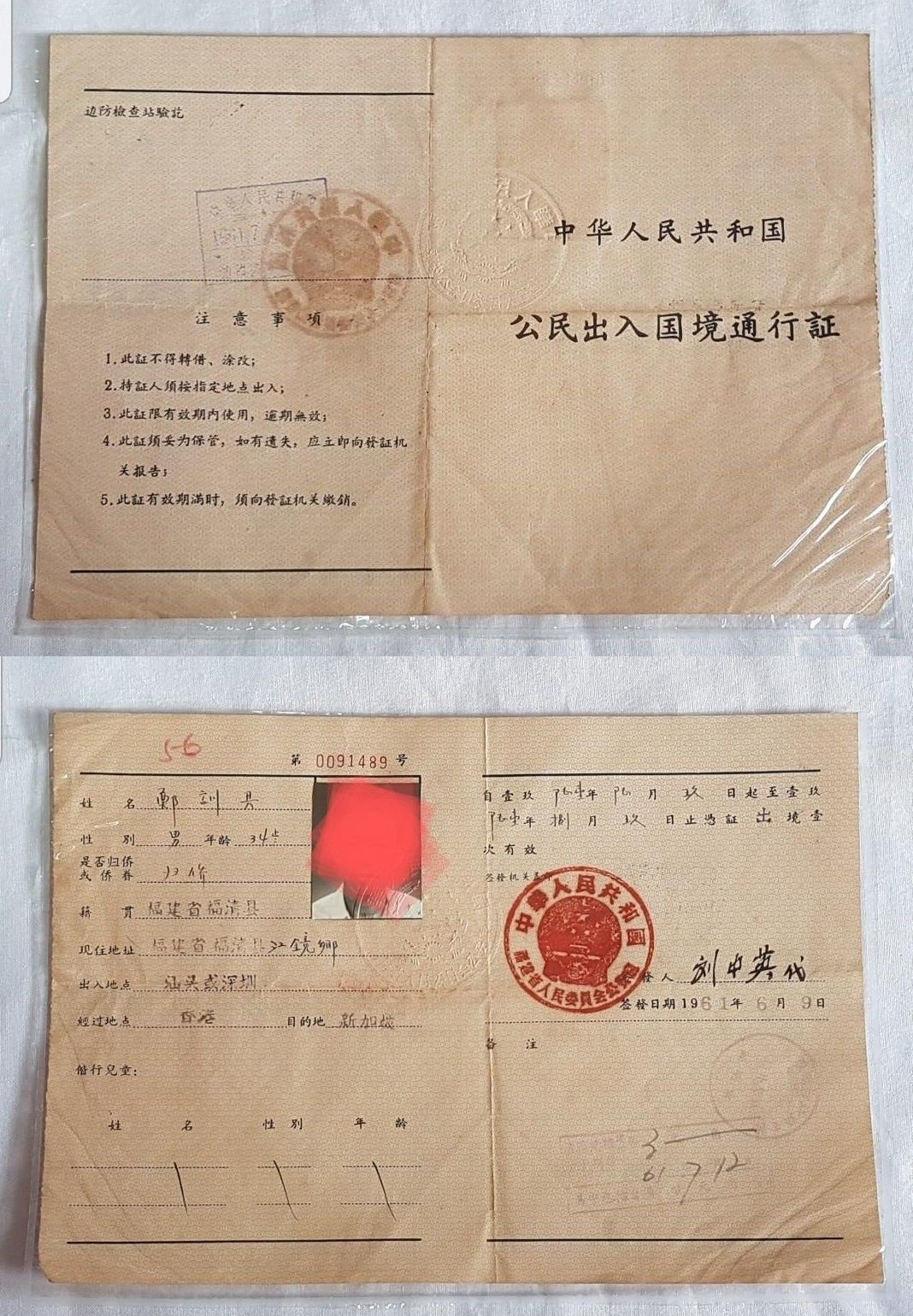
中华人民共和国福建省人民委员会公安局1961年6月9日签发的《中华人民共和国公民出入国境通行证》

中华人民共和国公民出入国境通行证是中华人民共和国向定居在境内的公民签发的，供前往已建交国家使用的通行证。